# Brzostek
Brzostek je polské město v okrese Dębica v Podkarpatském vojvodství. Je centrem městsko-vesnické gminy Brzostek.
V roce 2011 zde žilo 2 639 obyvatel.

## Gmina

### Městská gmina
Město Brzostek je sídlem stejnojmenné městské gminy (gmina miejska).

### Vesnická gmina
Do vesnické gminy (gmina wiejska) Brzostek patří následující obce se starostenstvími (sołectwo):
Bączałka
Brzostek
Bukowa
Głobikówka
Gorzejowa
Grudna Dolna
Grudna Górna
Januszkowice
Kamienica Dolna
Kamienica Górna
Klecie
Nawsie Brzosteckie
Opacionka
Przeczyca
Siedliska-Bogusz
Skurowa
Smarżowa
Wola Brzostecka
Zawadka Brzostecka